# Vasiljevský ostrov
Vasiljevský ostrov (rusky Васильевский остров) je ostrov v ústí řeky Něvy do Finského zálivu. Spolu s ostrovem Děkabristů, od kterého jej odděluje úzké říční rameno Smolenka, a nevelkým ostrůvkem Sernyj tvoří Vasileostrovský rajón druhého největšího ruského města Petrohradu.
Podle jedné teorie je ostrov pojmenován podle Vasilije Korčmina, velitele místní pevnosti v době Petra Velikého, podle jiné vznikl název zkomolením finského výrazu Vasikkasaari, což znamená Telecí ostrov.
Východní špička ostrova, nazývaná Strelka, patří k historickému jádru Petrohradu a zachovalo se na ní množství památek, jako je výstavné nábřeží Velké Něvy, budova burzy (dnes námořní muzeum) a dvojice majáků, známých jako Rostrální sloupy. Naproti tomu západní část ostrova tvořily bažiny a výstavba zde začala až ve dvacátém století, převažují činžovní domy, v této části ostrova se také nachází průmyslová zóna a přístav.
Petr Veliký zamýšlel vybudovat na Vasiljevském ostrově centrum ruské vědy a kultury. Menšikovův palác (dnes pobočka Ermitáže) byl roku 1710 prvním kamenným domem ve městě. Na ostrově se nachází Petrohradská státní univerzita, budova antropologického muzea známá jako Kunstkamera nebo Puškinův dům, sídlo institutu pro ruskou literaturu. Je zde také významně zastoupen průmysl: sídlí zde loděnice Baltský závod, továrna na televizory a na výtahy. Začíná zde Něvsko-Vasileostrovská linka petrohradského metra. Se zbytkem města spojují ostrov čtyři mosty: na jihu přes Velkou Něvu Palácový a Blagověščenský most, na severu přes Malou Něvu Burzovní a Tučkovův most.
Na ostrově se v 19. století usazovali němečtí přistěhovalci, mezi nimi byla řada významných vědců, politiků a ekonomů. Připomínkou těchto dob je luteránský kostel sv. Kateřiny.
Na Vasiljevském ostrově se nachází pomník básníka Josifa Brodského.